# Серра, Мэтт
Мэ́ттью Джон Се́рра (англ. Matthew John Serra; род. 2 июня 1974, Ист-Медоу) — американский боец смешанного стиля, представитель лёгкой и полусредней весовых категорий. Выступал на профессиональном уровне в период 1999—2010 годов, известен прежде всего по участию в турнирах бойцовской организации UFC, где владел титулом чемпиона в полусреднем весе. Член Зала славы UFC. Победитель 4 сезона бойцовского реалити-шоу The Ultimate Fighter. Известен своим нокаутом в первом раунде над Жоржем Сен-Пьером

## Биография
Мэтт Серра родился 2 июня 1974 года в поселении Ист-Медоу округа Нассо, штат Нью-Йорк. Имеет итальянские корни.
Увлекался единоборствами с раннего детства, практиковал вин-чунь, подростком занимался борьбой. В возрасте восемнадцати лет переключился на бразильское джиу-джитсу и впоследствии добился в этой дисциплине больших достижений: одержал победу на панамериканском чемпионате и на чемпионате мира в Бразилии. Стал серебряным призёром чемпионата мира по грэпплингу ADCC в Абу-Даби, где в частности принудил к сдаче японца Таканори Гоми и бразильца Леонарду Сантуса. Удостоился чёрного пояса по БЖЖ, получив его из рук известного бразильского мастера Рензу Грейси.

### Начало профессиональной карьеры
Будучи уже опытным борцом-любителем, Серра получил предложение выступить на турнире японской организации Pride Fighting Championships в июне 2000 года, где его соперником должен был стать бразилец Жоил ди Оливейра. Однако Оливейра получил ожоги в результате инцидента со взрывом пиротехники, и этому поединку так и не суждено было состояться.
Вместо этого в 2001 году боец присоединился к американской организации Ultimate Fighting Championship. В дебютном поединке был нокаутирован Шоуни Картером, но затем взял верх над такими бойцами как Ив Эдвардс и Келли Дулланти. Спустившись в лёгкую весовую категорию, принял участие в турнире на выбывание из четырёх бойцов, но уже на стадии полуфиналов был остановлен Би Джей Пенном.
В 2004 году отметился победами по очкам над Джеффом Карреном и Иваном Менхиваром. В 2005 году вернулся в полусредний вес и единогласным решением судей уступил Каро Парисяну.

### The Ultimate Fighter
В 2006 году Серра стал участником четвёртого сезона популярного бойцовского реалити-шоу The Ultimate Fighter. На стадиях четвертьфиналов и полуфиналов полусреднего веса он благополучно прошёл Пита Спратта и Шоуни Картера. В решающем финальном поединке на турнире в Лас-Вегасе встретился с Крисом Лайтлом, выиграв у него раздельным судейским решением.

### Продолжение карьеры в UFC
Одержав победу в шоу TUF, Серра удостоился права оспорить титул чемпиона UFC в полусредней весовой категории, который на тот момент принадлежал Жоржу Сен-Пьеру. Чемпионский бой между ними состоялся в апреле 2007 года, Сен-Пьер считался явным фаворитом, но проиграл техническим нокаутом в первом же раунде и лишился своего чемпионского пояса. Позже несколькими изданиями это его поражение было названо главным разочарованием десятилетия.
Находясь в статусе чемпиона, Серра выступил в роли наставника на шестом сезоне шоу The Ultimate Fighter, где его команда противостояла команде Мэтта Хьюза. Предполагалось, что по окончании шоу бойцы встретятся друг с другом в чемпионском поединке, однако Серра не смог выступить из-за травмы. В его отсутствие был разыгран титул временного чемпиона между Сен-Пьером и Хьюзом — в итоге победителем стал Сен-Пьер. Таким образом, в апреле 2008 года состоялся объединительный бой за титул бесспорного чемпиона в полусреднем весе между Мэттом Серрой и Жоржем Сен-Пьером. На сей раз победу одержал Сен-Пьер, он контролировал ход поединка в первом раунде, а во втором нанёс несколько безответных ударов коленями в корпус, и в результате рефери остановил поединок, засчитав технический нокаут.
Оставшись без чемпионского титула, в мае 2009 года Серра всё же вышел в октагон против Мэтта Хьюза. Ему удалось потрясти соперника ударами, но тот восстановился и склонил поединок в свою пользу, выиграв близким раздельным решением. По окончании поединка бойцы обнялись, и на этом соперничество между ними закончилось. Их противостояние было признано лучшим боем вечера.
В 2010 году Серра нокаутировал Фрэнка Тригга, заработав бонус за лучший нокаут вечера, но затем единогласным решением уступил Крису Лайтлу. С тех пор он больше не участвовал в боях, а в мае 2013 года объявил о завершении спортивной карьеры.

## Статистика в профессиональном ММА
| Боёв 18  | Побед 11 | Поражений 7 |
| -------- | -------- | ----------- |
| Нокаутом | 2        | 2           |
| Сдачей   | 5        | 0           |
| Решением | 4        | 5           |

| Результат | Рекорд | Соперник       | Способ                 | Турнир                                    | Дата             | Раунд | Время | Место              | Примечание                                                    |
| --------- | ------ | -------------- | ---------------------- | ----------------------------------------- | ---------------- | ----- | ----- | ------------------ | ------------------------------------------------------------- |
| Поражение | 11-7   | Крис Лайтл     | Единогласное решение   | UFC 119                                   | 25 сентября 2010 | 3     | 5:00  | Индианаполис, США  |                                                               |
| Победа    | 11-6   | Фрэнк Тригг    | KO (удары руками)      | UFC 109                                   | 6 февраля 2010   | 1     | 2:23  | Лас-Вегас, США     | Нокаут вечера.                                                |
| Поражение | 10-6   | Мэтт Хьюз      | Единогласное решение   | UFC 98                                    | 23 мая 2009      | 3     | 5:00  | Лас-Вегас, США     | Бой вечера.                                                   |
| Поражение | 10-5   | Жорж Сен-Пьер  | TKO (колени в корпус)  | UFC 83                                    | 19 апреля 2008   | 2     | 4:45  | Монреаль, Канада   | Лишился титула чемпиона UFC в полусреднем весе.               |
| Победа    | 10-4   | Жорж Сен-Пьер  | TKO (удары руками)     | UFC 69                                    | 7 апреля 2007    | 1     | 3:25  | Хьюстон, США       | Выиграл титул чемпиона UFC в полусреднем весе; Нокаут вечера. |
| Победа    | 9-4    | Крис Лайтл     | Раздельное решение     | The Ultimate Fighter: The Comeback Finale | 11 ноября 2006   | 3     | 5:00  | Лас-Вегас, США     | Выиграл The Ultimate Fighter 4 в полусреднем весе.            |
| Поражение | 8-4    | Каро Парисян   | Единогласное решение   | UFC 53                                    | 4 июня 2005      | 3     | 5:00  | Атлантик-Сити, США | Вернулся в полусредний вес.                                   |
| Победа    | 8-3    | Иван Менхивар  | Единогласное решение   | UFC 48                                    | 19 июня 2004     | 3     | 5:00  | Лас-Вегас, США     |                                                               |
| Победа    | 7-3    | Джефф Каррен   | Единогласное решение   | UFC 46                                    | 31 января 2004   | 3     | 5:00  | Лас-Вегас, США     |                                                               |
| Поражение | 6-3    | Дин Томас      | Раздельное решение     | UFC 41                                    | 28 февраля 2003  | 3     | 5:00  | Атлантик-Сити, США |                                                               |
| Поражение | 6-2    | Би Джей Пенн   | Единогласное решение   | UFC 39                                    | 27 сентября 2002 | 3     | 5:00  | Анкасвилл, США     | Полуфинал турнира в лёгком весе.                              |
| Победа    | 6-1    | Келли Дулланти | Сдача (треугольник)    | UFC 36                                    | 22 марта 2002    | 1     | 2:58  | Лас-Вегас, США     | Дебют в лёгком весе.                                          |
| Победа    | 5-1    | Ив Эдвардс     | Решение большинства    | UFC 33                                    | 28 сентября 2001 | 3     | 5:00  | Лас-Вегас, США     |                                                               |
| Поражение | 4-1    | Шоуни Картер   | KO (бэкфист)           | UFC 31                                    | 4 мая 2001       | 3     | 4:51  | Атлантик-Сити, США |                                                               |
| Победа    | 4-0    | Грег Мелиси    | Сдача (рычаг локтя)    | VATV 11                                   | 24 февраля 2001  | 1     | 0:46  | Плейнвью, США      |                                                               |
| Победа    | 3-0    | Джефф Телви    | Сдача (гильотина)      | VATV 7                                    | 29 января 2000   | 1     | 0:30  | Плейнвью, США      |                                                               |
| Победа    | 2-0    | Грэм Льюис     | Сдача (рычаг локтя)    | VATV 6                                    | 21 августа 1999  | 1     | 1:04  | Плейнвью, США      |                                                               |
| Победа    | 1-0    | Хамзат Витаев  | Сдача (удушение сзади) | VATV 3                                    | 1 апреля 1999    | 1     | 0:36  | Плейнвью, США      |                                                               |